# Velma Caldwell Melville
Velma Caldwell Melville (nascida Caldwell; Greenwood, 1.º de julho de 1858 – Gainesville, 25 de agosto de 1924) foi uma editora de jornal americana e escritora de prosa e poesia de Wisconsin. Ela trabalhou como editora do "Home Circle and Youths' Department", do periódico Practical Farmer, na Filadélfia, Pensilvânia, bem como do "Hearth and Home Department" do Wisconsin Farmer, de Madison, Wisconsin. Ela foi uma das escritoras mais destacadas de seu tempo em registros das regiões Centrais e Oeste dos Estados Unidos. Melville escreveu vários seriados, e seus poemas e esboços apareceram em cerca de 100 publicações.

## Primeiros anos e educação
Velma Caldwell nasceu em Greenwood, no Condado de Vernon, em Wisconsin, no dia 1.º de julho de 1858. Seus pais se chamavam William A. Caldwell e a ex-Artlissa Jordan. Eles eram originalmente de Ohio, mudando-se para Wisconsin em 1855. O pai morreu durante o cerco de Petersburg quando Melville tinha cinco anos de idade, o que, posteriormente, influenciou seus escritos intensamente patrióticos.

## Carreira
As produções de Melville em verso e prosa apareceram extensivamente no St. Louis Observer, St. Louis Magazine, Housekeeper, Ladies' Home Journal, Daughters of America, Chicago Inter Ocean, Advocate and Guardian, Weekly Wisconsin, Midland School Journal, Chicago Ledger, West Shore Magazine, entre muitas outras publicações. Ela trabalhou na edição do "Home Circle and Youth's Department", do periódico Practical Farmer da Filadélfia, e do "Health and Home Department" no Wisconsin Farmer, de Madison. Melville era uma devota seguidora do diplomata norte-americano Henry Bergh. Dizia-se que ela "fala por aqueles que não podem falar por si", sendo um dos escritores mais destacados em publicações da época que as regiões Centrais e Oeste dos Estados Unidos produziram.

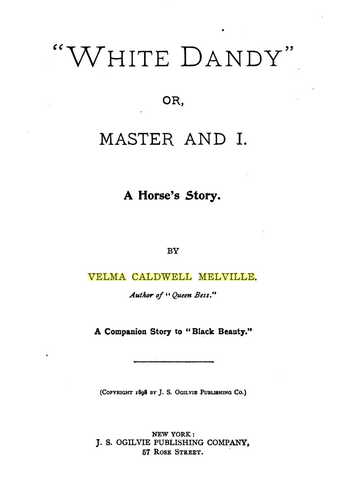
White Dandy, Or Master And I; A Horse's Story, obra de Velma Caldwell Melville, de 1898

Melville foi a autora de White Dandy, Or Master And I; A Horse's Story. Uma companhia de Black Beauty, que conta uma história semelhante das aventuras e abusos de um cavalo, — de vários cavalos — do ponto de vista do animal. Estava bem escrito e dizia-se que ajudava a avançar o movimento para a proteção e cuidado adequado dos animais, ensinando bondade ao cavalo, bem como a outros animais. Foi publicado pela JS Ogilvie Publishing Company, em Nova Iorque, e vendido por 0,25 dólares por exemplar.

## Vida pessoal
Aos 20 anos de idade, ela se casou com James Melville, CE, formado pela Universidade Estadual de Wisconsin, que se tornou educador e proibicionista. Por dez anos, sua casa foi em Poynette, Wisconsin, antes de se mudar para Sun Prairie, Wisconsin, onde seu marido era diretor da escola.
Ela morreu em 25 de agosto de 1924, em Gainesville, na Flórida.

## Obras publicadas
- Queen Bess[4][10]
- White Dandy; or, Master and I: A Horse's Story (1898)[4]